# Szwadron Reprezentacyjny Prezydenta RP
Szwadron Reprezentacyjny Prezydenta RP – reprezentacyjny szwadron kawaleryjski jazdy polskiej w latach 1947-1948, sformowany jako szwadron honorowy dla prezydenta Rzeczypospolitej.

## Historia

### Powstanie szwadronu
Szwadron został utworzony po rozformowaniu 1 Warszawskiej Dywizji Kawalerii z której rozkazem marszałka Michała Roli-Żymierskiego wydzielono, cytat: 

100 ludzi dobrze wyszkolonych oraz 100 koni jednakowej maści i dobrej kondycji i skierowano ich do 4-go Baonu Ochrony, gdzie zostanie sformowany Reprezentacyjny Szwadron Ułanów

Szwadron honorowy dla prezydenta Rzeczypospolitej nakazał sformułować gen. Ksawery Floryanowicz dotychczasowy dowódca 1 Warszawskiej Dywizji Kawalerii.
Organizację oddziału przeprowadził major Bronisław Ciepiela. Jednostka liczyła 107 ludzi i 107 koni wierzchowych i składała się z:
- dowódcy szwadronu,
- zastępcy dowódcy do spraw liniowych i polityczno-wychowawczych,
- czterech dowódców plutonów,
- wachmistrza-szefa,
- trzech trębaczy i
- czterech plutonów liniowych.

Szwadron 5 lutego 1947 r. eskortował prezydenta Bolesława Bieruta z Belwederu do Sejmu gdzie prezydent złożył przysięgę. Towarzyszył mu również w drodze powrotnej. W tym samym roku uczestniczył w ceremonii pogrzebowej gen. Karola Świerczewskiego oraz witał i eskortował marszałka Józefa Broz-Tito w czasie jego pobytu w Warszawie.
Funkcje reprezentacyjna oddział pełnił do lipca 1948 r., kiedy został rozformowany.

### Kadra oficerska
- rtm Roman Bąkowski
- por. Józef Irzeński
- por. Jerzy Okoń
- por. Michał Mikoda
- por. Stanisław Bednarz
- ppor. Władysław Mikołajczyk
- ppor. Henryk Babiński[4].